# حروب الكولا

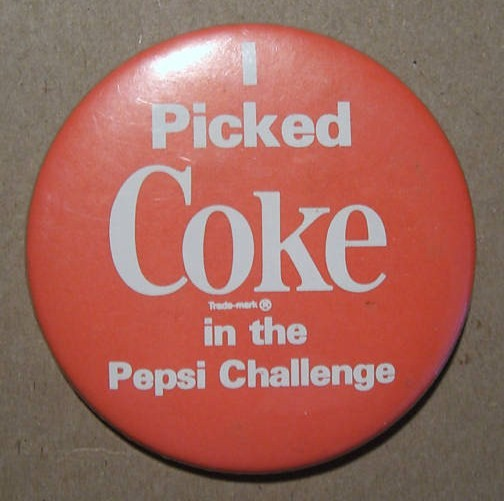

حروب الكولا هو مصطلح يشير إلى المنافسة التجارية بين أكبر شركتين للمشروبات الغازية في العالم هما بيبسي وكوكا كولا.